# Janos Schaab
Janos Schaab (ungarisch Schaab János; * 1960 in Ungarn) ist ein ungarischer Maler, Fotograf und Bildhauer.

## Leben und Werk
Janos Schaab, 1960 geboren in Ungarn, arbeitet zunächst als Grafik-Designer/Art Director, und wendet sich ab 2002 der Kunst zu. Schaab verbindet spielerisch Produktionstechniken, Themen und Ästhetik der Pop-, Op- und Street-Art miteinander und führt sie subtil weiter. Er hinterfragt mit seinen Werken – vielerorts in Deutschland und in Korea, Japan und den USA gezeigt – diese drei einflussreichen Umsetzungsarten der Zeitgeschichte und die ständige Wandlung unserer Wahrnehmung. Gleichzeitig reflektiert die Wahl der prägnanten Motive und der Titel seine Arbeitsweise: Minimalistisch klar, auf die wesentlichen populären Merkmale reduziert. Seine Werke befinden sich in öffentlichen und privaten Sammlungen national wie international; u. a. Museum am Dom, Würzburg; Chanel Art Collection, New York, USA. Er arbeitet in Frankfurt am Main.

## Zitat
Weglassen ist schwieriger als hinzufügen – it’s more difficult to leave out than to add.

## Sammlungen
- Museum am Dom, Würzburg, Germany
- Landesbank Baden-Württemberg, Stuttgart, Germany
- Sammlung Rowe, Tokyo, Japan
- Chanel Art Collection, New York, USA
- Museum.Burg.Miltenberg, Miltenberg, Germany

## Ausstellungen
- 2019: “Perception”. Janos Schaab | Maxim Wakultschik, Art Galerie 7, Köln